# Viktors Dobrecovs
Viktors Dobrecovs (en russe : Виктор Добрецов), né le 9 janvier 1977 à Liepāja en Lettonie, est un footballeur international letton, devenu entraîneur à l'issue de sa carrière, qui évoluait au poste d'attaquant.
Il est actuellement l'entraîneur du FK Liepāja depuis 2014.

## Biographie

### Carrière de joueur
Viktors Dobrecovs dispute deux matchs en Ligue des champions, pour deux buts inscrits, 4 matchs en Coupe des coupes, 18 matchs en Coupe de l'UEFA, pour 8 buts inscrits et un match en Coupe Intertoto,.

### Carrière internationale
Viktors Dobrecovs compte 18 sélections avec l'équipe de Lettonie entre 1998 et 2005. 
Il est convoqué pour la première fois par le sélectionneur national Revaz Dzodzouachvili pour un match amical contre Andorre le 26 juin 1998 (victoire 2-0). Il reçoit sa dernière sélection le 28 décembre 2005 contre Oman (victoire 2-1).

### Carrière d'entraîneur
Viktors Dobrecovs commence en 2010 en tant qu'entraîneur adjoint de la réserve du Liepājas Metalurgs deux saisons avant d'être entraîneur adjoint de l'équipe première. Depuis 2014, il est l'entraîneur du FK Liepāja à la suite de la disparition en 2013 du Liepājas Metalurgs.

## Palmarès

### En tant que joueur
- Avec le Liepājas Metalurgs
  - Champion de Lettonie en 2005

- Avec le TVMK Tallinn
  - Vainqueur de la Coupe d'Estonie en 2006
  - Vainqueur de la Supercoupe d'Estonie en 2006

### En tant qu'entraîneur
- Avec le FK Liepāja
  - Champion de Lettonie en 2015

### Distinctions personnelles
- Meilleur buteur du Championnat de Lettonie en 1998 (23 buts), 1999 (22 buts), 2003 (36 buts) et 2005 (18 buts)